# Mylothris agathina
The Eastern Dotted Border or Common Dotted Border (Mylothris agathina) là một loài bướm ngày thuộc họ Bướm xanh. Nó được tìm thấy ở Mozambique, Zimbabwe, Botswana and southern and eastern Nam Phi.
Sải cánh dài 50–60 mm đối với con đực and 52–65 mm đối với con cái. Con trưởng thành bay quanh năm, with peaks in tháng 10 and from late tháng 2 đến tháng 4.
Ấu trùng ăn Tapinanthus oleifolius, Tapinanthus rubromarginatus, Erianthemum dregei, Teighemia quinquenervia, Ximenia caffra, Osyris lanceolata, and Colpoon compressum.

## Phụ loài
- Mylothris agathina agathina
- Mylothris agathina richlora Suffert, 1904

## Hình ảnh

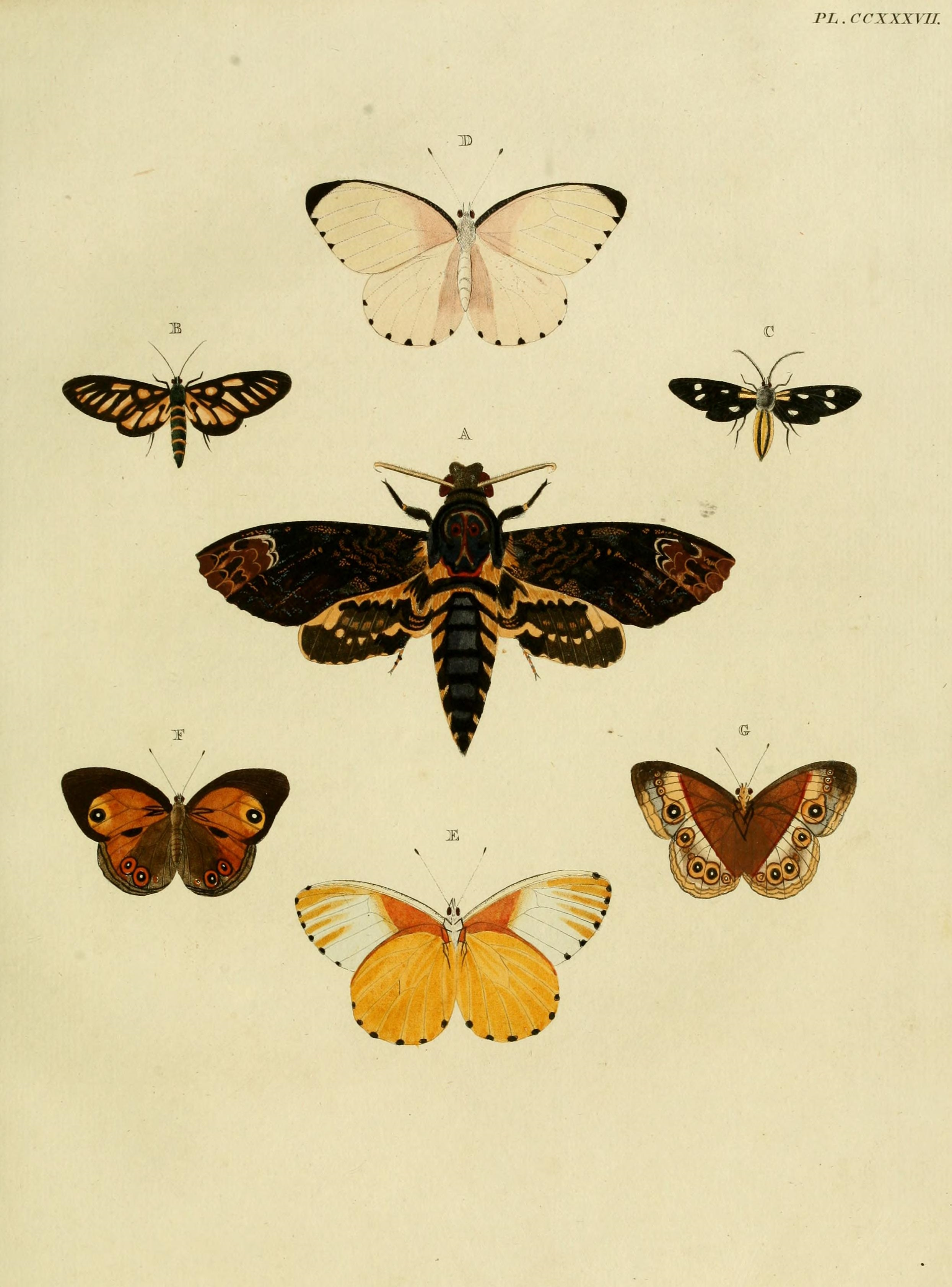
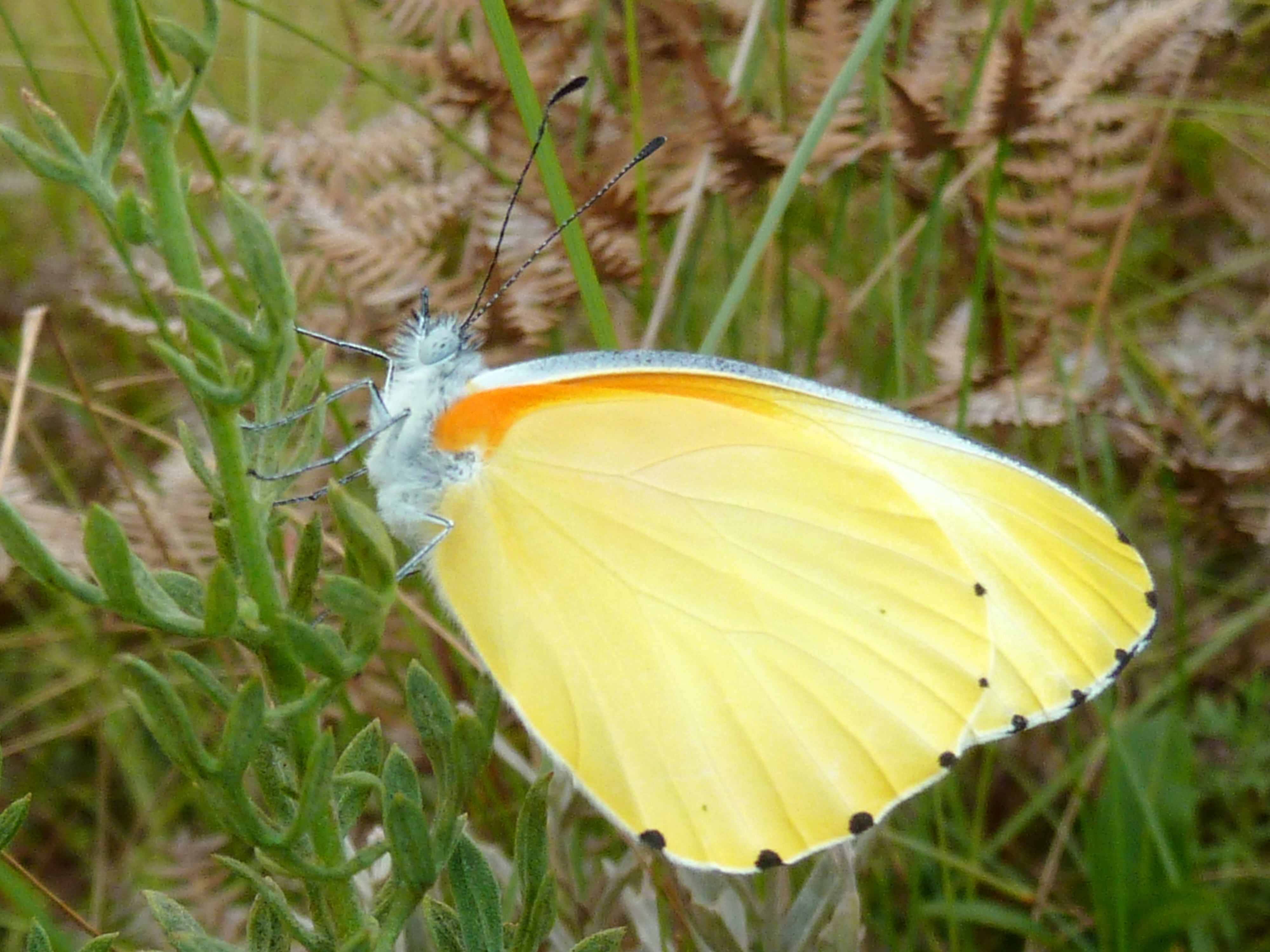
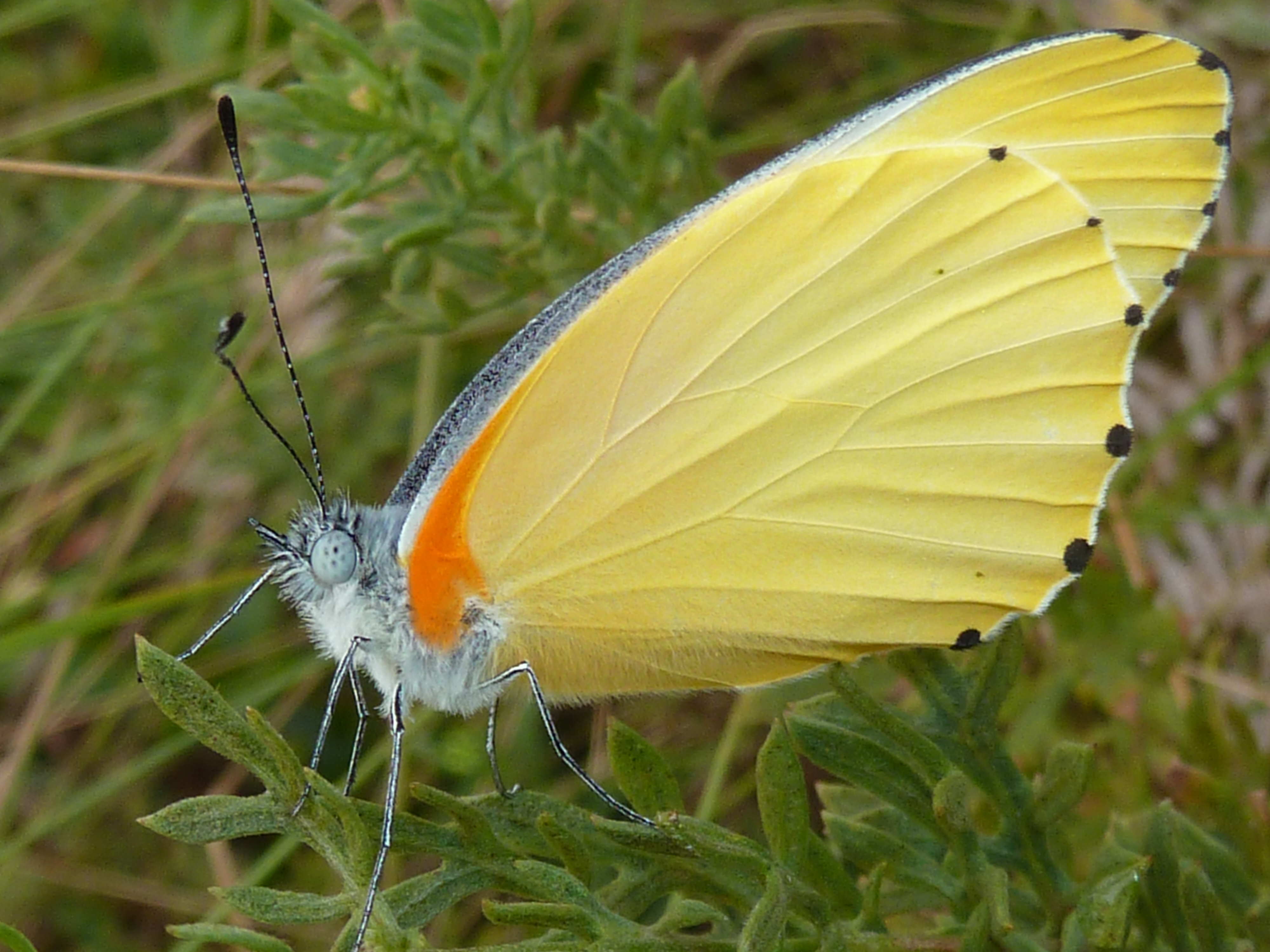
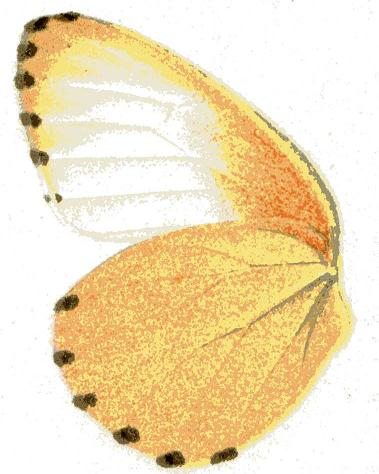